# Flammispora bioteca
Flammispora bioteca är en svampart som beskrevs av Pinruan, Sakay., K.D. Hyde & E.B.G. Jones 2004. Flammispora bioteca ingår i släktet Flammispora, klassen Sordariomycetes, divisionen sporsäcksvampar och riket svampar.   Inga underarter finns listade i Catalogue of Life.